# Renault Laguna II
Renault Laguna II (type G) er den anden modelgeneration af Renaults store mellemklassebil, Laguna.

## Generelt
- Udviklingskode: X74
- Udviklet og konstrueret i Renault Technocentre ved Paris
- Udviklingstid: 48 måneder
- Udviklingsomkostninger: 1 mia. €
- Fremstillet: Marts 2001 til september 2007[3]
- Dagligt styktal: 1600 enheder

## Modelhistorie
I marts 2001 blev den komplet nyudviklede Laguna II introduceret. Det for modellen karakteristiske såkaldte "næseplaster", et element mellem motorhjelm og kølergrill, er uanset bilens farve som standard sølvgråt. Som den første bilmodel fik Laguna II fem stjerner (33 point = 97% + 1 point for selealarm) i Euro NCAP's kollisionstest.
Ligesom forgængeren findes Laguna II som combi coupé og stationcar (Grandtour). Stationcarversionen findes kun med fem siddepladser, i modsætning til forgængeren der som ekstraudstyr kunne leveres med en bagudvendt tredje sæderække.
Laguna II var ligeledes den første europæiske bil med et chipkort i stedet for den ellers almindelige bilnøgle. Kortet findes i versionerne Keyless Drive og Keyless Entry & Drive. Førstnævnte er udstyret med knapper til manuel af- og oplåsning af bilen, mens Keyless Entry & Drive med tre knapper (merprispligtigt ekstraudstyr, standard fra udstyrsniveauet Privilège) også har en automatisk modus. Når denne er aktiv og føreren nærmer sig bilen med nøglekortet på sig, genkender bilen dette og låser automatisk bilen op ved berøring af et dørhåndtag (med sensoren monteret i håndtaget). Når føreren og nøglekortet forsvinder fra bilen, bliver denne automatisk aflåst igen. For at starte motoren skal begge varianter stikkes ind i den i midterkonsollen monterede kortlæser (oplåsning af ratlåsen og deaktivering af startspærren) og en særskilt start/stop-knap aktiveres. Keyless Drive-systemet blev senere introduceret i andre modelserier (bl.a. Mégane) og videreudviklet til Keycard Handsfree (ekstraudstyr i Laguna III. Med dette kan motoren startes uden forinden at indføre chipkortet i kortlæseren.
I forhold til forgængeren blev udstyrsvarianterne kraftigt udbygget. Basismodellen hedder Authentique og har som standardudstyr bl.a. el-sidespejle, el-ruder foran, kørecomputer og klimaanlæg. Over den ligger Expression-modellen, som desuden har el-ruder bagi, læderrat, hældningsjusterbare sikkerhedsnakkestøtter og tågeforlygter. Den sportsligere version Dynamique har sportssæder, læder/stofindtræk og 17" alufælge. Derover har Privilège-modellen næsten komplet udstyr med bl.a. klimaautomatik, regnsensor og automatisk afblændeligt bakspejl, og blev senere omdøbt til Privilège Plus. Topmodellen hedder Initiale, og har læderindtræk, xenonforlygter og el-justerbare forsæder.
Ved introduktionen kunne Laguna II leveres med de fra Laguna I kendte 1,6- og 1,8-liters benzinmotorer med 107 hhv. 120 (senere 115) hk. Hertil kom en 2,0-liters 16V-motor med 135 hk, som kortvarigt var afløst af en 2,0-litersmotor med direkte indsprøjtning og 140 hk, og en 3,0-liters 24V V6-motor med 207 hk som kun findes med Proactiv-automatgear. Senere fulgte en 2,0 16V-turbomotor med 163 hk. På dieselsiden findes der den fra forgængeren kendte 1,9 dCi i to versioner med 107 og 120 hk samt en ny 2,2 dCi med 150 hk.
2,2 dCi er ikke særlig holdbar, hvilket for mange Laguna-ejere havde motorproblemer til følge. Denne kvalitetsmangel skulle være forsvundet med faceliftet i foråret 2005. Bilen lå i en lang årrække på sidstepladsen i ADAC's fejlstatistik.
Fra 2002 kom anden generation af Laguna til at danne basis for modellerne Espace og Vel Satis, som blev fremstillet på den samme fabrik i Sandouville, Frankrig.
- Bagfra
- Renault Laguna Grandtour (2001–2005)
- Interiør (med højrestyring)

### Tekniske data

#### Benzinmotorer
|                                                | 1.6 16V             | 1.8 16V                         | 1.8 16V               | 2.0 16V                         | 2.0 IDE                      | 2.0 16V Turbo             | 3.0 V6                 |
| Byggeår                                        | 3/2001–3/2005       | 3/2001–10/2004                  | 1/2003–3/2005         | 8/2002–3/2005                   | 3/2001–1/2003                | 1/2003–3/2005             | 3/2001–3/2005          |
| Motordata                                      |                     |                                 |                       |                                 |                              |                           |                        |
| Motorkode                                      | K4M 710/714         | F4P 770/773                     | F4P 771/774/ 775      | F4R 712/713/ 714/715            | F5R 700/701                  | F4R 764/765/ 786/787      | L7X 731                |
| Motortype                                      | R4-benzinmotor      | R4-benzinmotor                  | R4-benzinmotor        | R4-benzinmotor                  | R4-benzinmotor               | R4-benzinmotor            | V6-benzinmotor         |
| Antal ventiler pr. cylinder                    | 4                   | 4                               | 4                     | 4                               | 4                            | 4                         | 4                      |
| Ventilstyring                                  | DOHC, tandrem       | DOHC, tandrem                   | DOHC, tandrem         | DOHC, tandrem                   | DOHC, tandrem                | DOHC, tandrem             | 2 × DOHC, tandrem      |
| Fødesystem                                     | Multipoint          | Multipoint                      | Multipoint            | Multipoint                      | Direkte                      | Multipoint                | Multipoint             |
| Trykladning                                    | –                   | –                               | –                     | –                               | –                            | Turbolader, ladeluftkøler | –                      |
| Køling                                         | Vandkøling          | Vandkøling                      | Vandkøling            | Vandkøling                      | Vandkøling                   | Vandkøling                | Vandkøling             |
| Boring × slaglængde                            | 79,5 × 80,5 mm      | 82,0 × 83,5 mm                  | 82,0 × 83,5 mm        | 82,7 × 93,0 mm                  | 82,7 × 93,0 mm               | 82,7 × 93,0 mm            | 87,0 × 82,5 mm         |
| Slagvolume                                     | 1598 cm³            | 1783 cm³                        | 1783 cm³              | 1998 cm³                        | 1998 cm³                     | 1998 cm³                  | 2946 cm³               |
| Kompressionsforhold                            | 10,0:1              | 9,8:1                           | 9,8:1                 | 10,0:1                          | 10,0:1                       | 9,5:1                     | 10,5:1                 |
| Maks. effekt ved omdr./min.                    | 79 kW (107 hk) 5750 | 88 kW (120 hk) 5750             | 85 kW (115 hk) 5750   | 99 kW (135 hk) 5500             | 103 kW (140 hk) 5500         | 120 kW (163 hk) 5000      | 152 kW (207 hk) 5000   |
| Maks. drejningsmoment ved omdr./min.           | 148 Nm 3750         | 170 Nm 3750                     | 170 Nm 3750           | 191 Nm 3750                     | 200 Nm 4250                  | 270 Nm 3250               | 285 Nm 3750            |
| Kraftoverførsel                                |                     |                                 |                       |                                 |                              |                           |                        |
| Drivende hjul                                  | Forhjul             | Forhjul                         | Forhjul               | Forhjul                         | Forhjul                      | Forhjul                   | Forhjul                |
| Gearkasse (standardudstyr)                     | 5-trins manuel      | 5-trins manuel                  | 4-trins automatisk    | 5-trins manuel                  | 5-trins manuel               | 6-trins manuel            | 5-trins automatisk     |
| Gearkasse (ekstraudstyr)                       | –                   | 4-trins automatisk              | –                     | 4-trins automatisk              | –                            | –                         | –                      |
| Præstationer                                   |                     |                                 |                       |                                 |                              |                           |                        |
| Topfart                                        | 195 km/t            | 201 km/t (190 km/t)             | (190 km/t)            | 205 km/t (200 km/t)             | 210 km/t                     | 218 km/t                  | (235 km/t)             |
| Acceleration 0-100 km/t                        | 11,5 sek.           | 10,8 sek. (12,9 sek.)           | (12,9 sek.)           | 9,9 sek. (12,1 sek.)            | 9,8 sek.                     | 8,5 sek.                  | (8,1 sek.)             |
| Brændstofforbrug pr. 100 km ved blandet kørsel | 7,2 liter Blyfri 95 | 7,5 liter (8,3 liter) Blyfri 95 | (8,3 liter) Blyfri 95 | 7,9 liter (8,4 liter) Blyfri 95 | 7,7 liter Blyfri 95          | 8,2 liter Blyfri 95       | (10,1 liter) Blyfri 95 |
| Bemærkninger                                   |                     |                                 |                       |                                 |                              |                           |                        |
|                                                |                     |                                 |                       |                                 | Ikke egnet til E10-brændstof |                           |                        |

1. ↑  Værdier i parentes gælder for versioner med automatgear

#### Dieselmotorer
|                                                | 1.9 dCi                   | 1.9 dCi                   | 1.9 dCi                   | 1.9 dCi                   | 2.2 dCi                   | 2.2 dCi                      |
| Byggeår                                        | 8/2004–3/2005             | 3/2001–8/2004             | 3/2001–1/2002             | 3/2001–3/2005             | 11/2004–3/2005            | 8/2002–3/2005                |
| Motordata                                      |                           |                           |                           |                           |                           |                              |
| Motorkode                                      | F9Q 664                   | F9Q 754                   | F9Q 718                   | F9Q 670                   | G9T                       | G9T                          |
| Motortype                                      | R4-dieselmotor            | R4-dieselmotor            | R4-dieselmotor            | R4-dieselmotor            | R4-dieselmotor            | R4-dieselmotor               |
| Antal ventiler pr. cylinder                    | 2                         | 2                         | 2                         | 2                         | 4                         | 4                            |
| Ventilstyring                                  | OHC, tandrem              | OHC, tandrem              | OHC, tandrem              | OHC, tandrem              | DOHC, tandrem             | DOHC, tandrem                |
| Fødesystem                                     | Commonrail                | Commonrail                | Commonrail                | Commonrail                | Commonrail                | Commonrail                   |
| Trykladning                                    | Turbolader, ladeluftkøler | Turbolader, ladeluftkøler | Turbolader, ladeluftkøler | Turbolader, ladeluftkøler | Turbolader, ladeluftkøler | Turbolader, ladeluftkøler    |
| Køling                                         | Vandkøling                | Vandkøling                | Vandkøling                | Vandkøling                | Vandkøling                | Vandkøling                   |
| Boring × slaglængde                            | 80,0 × 93,0 mm            | 80,0 × 93,0 mm            | 80,0 × 93,0 mm            | 80,0 × 93,0 mm            | 87,0 × 92,0 mm            | 87,0 × 92,0 mm               |
| Slagvolume                                     | 1870 cm³                  | 1870 cm³                  | 1870 cm³                  | 1870 cm³                  | 2188 cm³                  | 2188 cm³                     |
| Kompressionsforhold                            | 19,0:1                    | 19,0:1                    | 19,0:1                    | 19,0:1                    | 19,0:1                    | 19,0:1                       |
| Maks. effekt ved omdr./min.                    | 68 kW (92 hk) 4000        | 74 kW (100 hk) 4000       | 79 kW (107 hk) 4000       | 88 kW (120 hk) 4000       | 102 kW (139 hk) 4000      | 110 kW (150 hk) 4000         |
| Maks. drejningsmoment ved omdr./min.           | 230 Nm 2000               | 200 Nm 1500               | 250 Nm 1750               | 270 Nm 2000               | 320 Nm 1750               | 320 Nm 2000                  |
| Kraftoverførsel                                |                           |                           |                           |                           |                           |                              |
| Drivende hjul                                  | Forhjul                   | Forhjul                   | Forhjul                   | Forhjul                   | Forhjul                   | Forhjul                      |
| Gearkasse (standardudstyr)                     | 6-trins manuel            | 5-trins manuel            | 6-trins manuel            | 6-trins manuel            | 6-trins manuel            | 6-trins manuel               |
| Gearkasse (ekstraudstyr)                       | –                         | –                         | –                         | –                         | –                         | 5-trins automatisk           |
| Præstationer                                   |                           |                           |                           |                           |                           |                              |
| Topfart                                        | 180 km/t                  | 185 km/t                  | 193 km/t                  | 200 km/t                  | 210 km/t                  | 215 km/t (208 km/t)          |
| Acceleration 0-100 km/t                        | 14,2 sek.                 | 13,0 sek.                 | 12,3 sek.                 | 10,7 sek.                 | 9,8 sek.                  | 9,8 sek. (10,9 sek.)         |
| Brændstofforbrug pr. 100 km ved blandet kørsel | 5,6 liter Diesel          | 5,4 liter Diesel          | 5,6 liter Diesel          | 7,2 liter Diesel          | 6,8 liter Diesel          | 6,5 liter (7,6 liter) Diesel |

1. ↑  Fra 9/2004 300 Nm ved 2000 omdr./min.
2. ↑  Værdier i parentes gælder for versioner med automatgear

## Facelift
I april 2005 gennemgik Laguna II et facelift (Phase II). Den faceliftede Laguna kan kendes på den nye front, hvor "næseplastret" er bortfaldet. Faceliftet medførte ligeledes en forbedret kvalitet samt bedre materialer i kabinen.
I kabinen blev der for første gang monteret sikkerhedsnakkestøtter til børn. Nakkestøtterne på bagsædet kan foldes ud, hvorefter to støtter som er polstret i siden bliver synlige.
Chipkortet til oplåsning og start af bilen blev samtidig forbedret. For at starte bilen er det ikke længere nødvendigt at indsætte kortet i slidsen, men i stedet kan det blive i førerens lomme eller taske. Der kom også et nyt DVD-navigationssystem, Carminat 3, som styres ved hjælp af et centralt betjeningselement i midterkonsollen (ligesom Audis MMI-system). For at skaffe plads dertil bortfaldt den mekaniske håndbremse, som i stedet blev elektrisk betjent. Navigationssystemet kan vise vigtige strækningsdele (f.eks. delende motorveje) i 3D, så føreren tidligt bliver opmærksom på hvilken kørebane han/hun skal følge.
Basismodellen hedder Emotion, et navn som før faceliftet blev benyttet til en specialmodel af Laguna II, mens Privilège Plus igen kom til at hedde Privilège. Derudover findes der en sportsversion ved navn GT, som drives af en effektøget version af 2,0 Turbo med 150 kW (204 hk), og som er næsten identisk med 225 hk-motoren i Mégane RS. Ud over en strammere sportsundervogn, som er sænket 10 mm, blev kabinen udstyret med sort/rødt læderindtræk. Derudover findes modellen med specielle 17" alufælge og i specialfarven Curacaoblå.
1,6- og 1,8-liters benzinmotorerne fra Phase I blev i forbindelse med faceliftet afløst af den allerede fra Mégane kendte 1,6 16V med 82 kW (112 hk), og 2,0 16V Turbo fik sin effekt øget til 125 kW (170 hk). 1,9 dCi fik partikelfilter og findes i den faceliftede model i effekttrinene 81 kW (110 hk) og 96 kW (130 hk), mens 2,2 dCi blev neddroslet fra 110 kW (150 hk) til 102 kW (139 hk).
I starten af 2007 kom Laguna med en 2,0 dCi-motor med 127 kW (173 hk) og sekstrins gearkasse, som stammer fra kooperationen med Nissan.
- Renault Laguna (2005–2007)
- Bagfra
- Renault Laguna Grandtour (2005–2007)

### Tekniske data
|                                                | 1.6 16V             | 2.0 16V                         | 2.0 16V Turbo                   | 2.0 16V Turbo             | 3.0 V6                 | 1.9 dCi                   | 1.9 dCi                      | 2.0 dCi                   | 2.0 dCi                   | 2.2 dCi                      |
| Byggeår                                        | 4/2005–9/2007       | 4/2005–9/2007                   | 4/2005–9/2007                   | 4/2005–9/2007             | 4/2005–9/2007          | 4/2005–9/2007             | 8/2005–9/2007                | 8/2005–9/2007             | 1/2006–9/2007             | 4/2005–9/2007                |
| Motordata                                      |                     |                                 |                                 |                           |                        |                           |                              |                           |                           |                              |
| Motorkode                                      | K4M                 | F4R                             | F4Rt                            | F4Rt                      | L7X                    | F9Q                       | F9Q                          | M9R                       | M9R                       | G9T                          |
| Motortype                                      | R4-benzinmotor      | R4-benzinmotor                  | R4-benzinmotor                  | R4-benzinmotor            | V6-benzinmotor         | R4-dieselmotor            | R4-dieselmotor               | R4-dieselmotor            | R4-dieselmotor            | R4-dieselmotor               |
| Antal ventiler pr. cylinder                    | 4                   | 4                               | 4                               | 4                         | 4                      | 2                         | 2                            | 4                         | 4                         | 4                            |
| Ventilstyring                                  | DOHC, tandrem       | DOHC, tandrem                   | DOHC, tandrem                   | DOHC, tandrem             | 2 × DOHC, tandrem      | OHC, tandrem              | OHC, tandrem                 | DOHC, kæde                | DOHC, kæde                | DOHC, kæde                   |
| Fødesystem                                     | Multipoint          | Multipoint                      | Multipoint                      | Multipoint                | Multipoint             | Commonrail                | Commonrail                   | Commonrail                | Commonrail                | Commonrail                   |
| Trykladning                                    | –                   | –                               | Turbolader, ladeluftkøler       | Turbolader, ladeluftkøler | –                      | Turbolader, ladeluftkøler | Turbolader, ladeluftkøler    | Turbolader, ladeluftkøler | Turbolader, ladeluftkøler | Turbolader, ladeluftkøler    |
| Køling                                         | Vandkøling          | Vandkøling                      | Vandkøling                      | Vandkøling                | Vandkøling             | Vandkøling                | Vandkøling                   | Vandkøling                | Vandkøling                | Vandkøling                   |
| Boring × slaglængde                            | 79,5 × 80,5 mm      | 82,7 × 93,0 mm                  | 82,7 × 93,0 mm                  | 82,7 × 93,0 mm            | 87,0 × 82,6 mm         | 80,0 × 93,0 mm            | 80,0 × 93,0 mm               | 84,0 × 90,0 mm            | 84,0 × 90,0 mm            | 87,0 × 92,0 mm               |
| Slagvolume                                     | 1598 cm³            | 1998 cm³                        | 1998 cm³                        | 1998 cm³                  | 2946 cm³               | 1870 cm³                  | 1870 cm³                     | 1995 cm³                  | 1995 cm³                  | 2188 cm³                     |
| Kompressionsforhold                            | 9,8:1               | 9,8:1                           | 9,5:1                           | 9,0:1                     | 10,9:1                 | 18,3:1                    | 18,3:1                       | 17,0:1                    | 16,0:1                    | 18,0:1                       |
| Maks. effekt ved omdr./min.                    | 82 kW (112 hk) 6000 | 99 kW (135 hk) 5500             | 125 kW (170 hk) 5000            | 150 kW (204 hk) 5000      | 152 kW (207 hk) 6000   | 81 kW (110 hk) 4000       | 96 kW (130 hk) 4000          | 110 kW (150 hk) 4000      | 127 kW (173 hk) 3750      | 102 kW (139 hk) 4000         |
| Maks. drejningsmoment ved omdr./min.           | 151 Nm 4250         | 191 Nm 3750                     | 270 Nm 3250                     | 300 Nm 3000               | 280 Nm 3750            | 260 Nm 2000               | 300 Nm 3000                  | 340 Nm 2000               | 360 Nm 1750               | 320 Nm 1750                  |
| Udstødningsnorm                                | Euro4               | Euro4                           | Euro4                           | Euro4                     | Euro4                  | Euro4                     | Euro4                        | Euro4                     | Euro4                     | Euro3                        |
| Kraftoverførsel                                |                     |                                 |                                 |                           |                        |                           |                              |                           |                           |                              |
| Drivende hjul                                  | Forhjul             | Forhjul                         | Forhjul                         | Forhjul                   | Forhjul                | Forhjul                   | Forhjul                      | Forhjul                   | Forhjul                   | Forhjul                      |
| Gearkasse (standardudstyr)                     | 5-trins manuel      | 5-trins manuel                  | 6-trins manuel                  | 6-trins manuel            | 5-trins automatisk     | 6-trins manuel            | 6-trins manuel               | 6-trins manuel            | 6-trins manuel            | 6-trins manuel               |
| Gearkasse (ekstraudstyr)                       | –                   | 4-trins automatisk              | 5-trins automatisk              | –                         | –                      | –                         | 4-trins automatisk           | –                         | –                         | 5-trins automatisk           |
| Præstationer (Laguna)                          |                     |                                 |                                 |                           |                        |                           |                              |                           |                           |                              |
| Topfart                                        | 197 km/t            | 207 km/t (202 km/t)             | 223 km/t (219 km/t)             | 235 km/t                  | 235 km/t               | 194 km/t                  | 204 km/t (200 km/t)          | 215 km/t                  | 225 km/t                  | 210 km/t (207 km/t)          |
| Acceleration 0-100 km/t                        | 11,5 sek.           | 9,8 sek. (12,3 sek.)            | 8,4 sek. (9,0 sek.)             | 7,2 sek.                  | (8,0 sek.)             | 12,3 sek.                 | 10,2 sek. (12,2 sek.)        | 8,9 sek.                  | 8,4 sek.                  | 9,8 sek. (10,0 sek.)         |
| Brændstofforbrug pr. 100 km ved blandet kørsel | 7,4 liter Blyfri 95 | 7,9 liter (8,6 liter) Blyfri 95 | 8,4 liter (9,0 liter) Blyfri 95 | 8,5 liter Blyfri 95       | (9,9 liter) Blyfri 95  | 5,5 liter Diesel          | 5,9 liter (6,9 liter) Diesel | 6,0 liter Diesel          | 6,0 liter Diesel          | 6,8 liter (7,6 liter) Diesel |
| Præstationer (Laguna Grandtour)                |                     |                                 |                                 |                           |                        |                           |                              |                           |                           |                              |
| Topfart                                        | 194 km/t            | 204 km/t (199 km/t)             | 220 km/t (216 km/t)             | 232 km/t                  | 232 km/t               | 191 km/t                  | 201 km/t (197 km/t)          | 212 km/t                  | 222 km/t                  | 207 km/t                     |
| Acceleration 0-100 km/t                        | 11,8 sek.           | 10,1 sek. (12,5 sek.)           | 8,6 sek. (9,2 sek.)             | 7,4 sek.                  | (8,2 sek.)             | 12,6 sek.                 | 10,5 sek. (12,5 sek.)        | 9,2 sek.                  | 8,8 sek.                  | 10,0 sek. (10,5 sek.)        |
| Brændstofforbrug pr. 100 km ved blandet kørsel | 7,7 liter Blyfri 95 | 8,2 liter (8,7 liter) Blyfri 95 | 8,5 liter (9,3 liter) Blyfri 95 | 8,6 liter Blyfri 95       | (10,1 liter) Blyfri 95 | 5,5 liter Diesel          | 6,3 liter (6,9 liter) Diesel | 6,0 liter Diesel          | 6,2 liter Diesel          | 6,9 liter (7,7 liter) Diesel |

1. 1 2  Værdier i parentes gælder for versioner med automatgear

## Sikkerhed
Det svenske forsikringsselskab Folksam vurderer flere forskellige bilmodeller ud fra oplysninger fra virkelige ulykker, hvorved risikoen for død eller invaliditet i tilfælde af en ulykke måles. I rapporterne Hur säker är bilen? er/var Laguna II klassificeret som følger:
- 2013: Mindst 20 % bedre end middelbilen[8]
- 2015: Mindst 20 % bedre end middelbilen[9]
- 2017: Mindst 20 % bedre end middelbilen[10]
- 2019: Mindst 20 % bedre end middelbilen[11]